# Bisbat de Saltillo
El bisbat de Saltillo (castellà: Diócesis de Saltillo, llatí: Dioecesis Saltillensis) és una seu de l'Església Catòlica a Mèxic, sufragània de l'arquebisbat de Monterrey, i que pertany a la regió eclesiàstica Noreste. Al 2014 tenia 1.201.886 batejats sobre una població de 1.365.780 habitants. Actualment està regida pel bisbe José Raúl Vera López, O.P.

## Territori
La diòcesi comprèn 18 municipis de l'estat mexicà de Coahuila.
La seu episcopal és la ciutat de Saltillo, on es troba la catedral de Sant Jaume.
El territori s'estén sobre 15.884 km², i està dividit en 63 parròquies.

## Història
La diòcesi va ser erigida el 23 de juny de 1891 mitjançant la butlla Illud in primis del Papa Lleó XIII, prenent el territori del bisbat de Linares o Nuevo León, que contextualment va ser elevat al rang d'arxidiòcesi metropolitana i actualment té el nom d'arquebisbat de Monterrey.
El 19 de juny de 1957 i el 8 de gener de 2003 cedí porcions del seu territori a benefici de l'erecció, respectivament, dels bisbats de bisbat de Torreón i de Piedras Negras.

## Cronologia episcopal
- Santiago de los Santos Garza Zambrano † (19 de gener de 1893 - 3 de febrer de 1898 nomenat bisbe de León)
- José María de Jesús Portugal y Serratos, O.F.M. † (28 de novembre de 1898 - 8 de març de 1902 nomenat bisbe d'Aguascalientes)
- Jesús María Echavarría y Aguirre † (9 de desembre de 1904 - 5 d'abril de 1954 mort)
- Luis Guízar y Barragán † (5 d'abril de 1954 - 11 d'octubre de 1975 jubilat)
- Francisco Raúl Villalobos Padilla (4 d'octubre de 1975 - 30 de desembre de 1999 jubilat)
- José Raúl Vera López, O.P., dal 30 de desembre de 1999

## Estadístiques
A finals del 2014, la diòcesi tenia 1.201.886 batejats sobre una població de 1.365.780 persones, equivalent al 88,0% del total.
| any  | població  | població  | població | sacerdots | sacerdots       | sacerdots       | sacerdots             | diaques | religiosos | religiosos | parròquies |
| ---- | --------- | --------- | -------- | --------- | --------------- | --------------- | --------------------- | ------- | ---------- | ---------- | ---------- |
| any  | batejats  | total     | %        | total     | clergat secular | clergat regular | batejats por sacerdot | diaques | homes      | dones      |            |
| 1948 | 430.000   | 435.000   | 98,9     | 48        | 27              | 21              | 8.958                 |         | 26         | 148        | 30         |
| 1966 | 536.000   | 560.000   | 95,7     | 97        | 71              | 26              | 5.525                 |         | 41         | 220        | 35         |
| 1970 | 711.000   | 748.394   | 95,0     | 95        | 66              | 29              | 7.484                 |         | 44         | 288        | 37         |
| 1976 | 760.000   | 844.199   | 90,0     | 103       | 69              | 34              | 7.378                 |         | 54         | 281        | 47         |
| 1980 | 975.000   | 1.075.000 | 90,7     | 107       | 73              | 34              | 9.112                 |         | 58         | 294        | 50         |
| 1990 | 1.100.000 | 1.250.000 | 88,0     | 123       | 92              | 31              | 8.943                 | 1       | 61         | 350        | 56         |
| 1999 | 1.436.800 | 1.632.725 | 88,0     | 171       | 139             | 32              | 8.402                 | 2       | 55         | 419        | 68         |
| 2000 | 1.480.000 | 1.682.000 | 88,0     | 169       | 132             | 37              | 8.757                 |         | 64         | 343        | 71         |
| 2001 | 1.322.815 | 1.521.046 | 87,0     | 181       | 143             | 38              | 7.308                 |         | 53         | 365        | 71         |
| 2002 | 1.347.343 | 1.566.677 | 86,0     | 185       | 148             | 37              | 7.282                 |         | 64         | 338        | 77         |
| 2003 | 925.000   | 1.064.637 | 86,9     | 150       | 117             | 33              | 6.166                 | 1       | 54         | 317        | 53         |
| 2004 | 524.987   | 546.576   | 96,1     | 141       | 107             | 34              | 3.723                 | 1       | 61         | 311        | 27         |
| 2010 | 1.173.150 | 1.304.000 | 90,0     | 169       | 121             | 48              | 6.941                 | 1       | 75         | 265        | 60         |
| 2014 | 1.201.886 | 1.365.780 | 88,0     | 189       | 133             | 56              | 6.359                 | 1       | 75         | 322        | 63         |